# Satkhnoum
Satkhnoum (fille de Khnoum), aussi noté Sitba, est une fille de roi égyptien, probablement sous la IIe dynastie. Elle n'est connue que par sa stèle, placée dans sa tombe 1241 H.9 à Helwan. Sur cette stèle, Satkhnoum est représentée assise sur une chaise devant une table d'offrandes. À côté de la table d'offrandes sont représentées de nombreuses offrandes. Au-dessus de cette scène figure un court texte : « Satkhnoum, la fille du roi ». Son père royal n'est pas connu. D'un point de vue stylistique, la stèle peut être datée de la IIe dynastie,.